# Le Frisur
Le Frisur ("Le": Il francese, maschile; "Frisur": Acconciatura tedesco, femminile) è un album dei Die Ärzte, pubblicato nel 1997. È stato registrato in 13 giorni.

## Tracce
1. Erklärung
2. Mein Baby war beim Frisör
3. Vokuhila Superstar
4. 3-Tage-Bart
5. No Future
6. Look, Don't Touch
7. Straight Outta Bückeburg
8. Medusa-Man
9. Haar
10. Dauerwelle vs. Minipli
11. Der Afro von Paul
12. Motherfucker 666
13. Monika
14. Hair Today, Gone Tomorrow
15. Am Ende meines Körpers
16. Kaperfahrt
17. Zusammenfassung

## Formazione
- Farin Urlaub - chitarra, voce
- Bela Felsenheimer - batteria, voce
- Rodrigo González - basso, voce